# Sinoxylon mangiferae
Sinoxylon mangiferae là một loài bọ cánh cứng trong họ Bostrichidae. Loài này được Chujo miêu tả khoa học năm 1936.